# قائمة إصدارات الطوابع في أوكرانيا لسنة 2015
هذه قائمة الطوابع البريدية التي أصدرها البريد الأوكراني للتداول في عام 2015.
في الفترة من 8 يناير إلى 25 ديسمبر 2015، أصدر 60 طابعًا بريديًا، شملت 57 الطوابع التذكارية بالإضافة إلى ثلاثة طوابع فقط من طوابع الإصدار الثامن للطوابع القياسية بقيمة اسمية 2,00 إلى 22,10 هريفنا، غطت الطوابع التذكارية ذكرى التواريخ المهمة والأحداث وذكرى الشخصيات الثقافية البارزة وغيرها.
وقد كانت الطوابع التذكارية بالفئات التالية:
- 2.00 هريفنا
- 2.40 هريفنا
- 3.00 هريفنا
- 3.45 هريفنا
- 4.40 هريفنا
- 4.80 هريفنا
- 5.25 هريفنا
- 5.40 هريفنا
- 6.00 هريفنا
- 7.65 هريفنا
- 12.90 هريفنا
- 22.10 هريفنا

بالإضافة إلى طابع تذكارية من فئة بالحرف «Є» (كانت قيمته تعادل 0,70$) والحرف «V» وكذلك طوابع قياسية من فئات بالحرفين «F» و«V» وليس قيمة رقمية. هذه الطوابع التي كانت ضمن إصدارات طوابع بريدية أوكرانية حملت قيمًا على شكل حروف من الأبجدية الأوكرانية، كان هذا يشير إلى نظام مؤقت للقيمة بسبب التضخم المفرط الذي كانت تعاني منه البلاد منذ أوائل التسعينيات بعد انهيار الاتحاد السوفيتي. فعوضا عن الأرقام التي تحدد قيمة الطابع برقم معين (مثل 10 أو 50 كوبيك)، فقد استعملت حروف أوكرانية أو لاتينية، وهذا بسبب أن القيم متغيرة وأن هذه الحروف لم تكن تمثل قيمة ثابتة بالمعنى التقليدي. بدلاً من ذلك، كانت تمثل فئة سعرية أو تعرفة بريدية محددة في ذلك الوقت.
وهكذا فقد كان يصدر تعديل دوري نظرًا للتضخم السريع، وقد كانت قيمة هذه الفئات السعرية التي تمثلها الحروف تتغير دوريا (أسبوعيًا في بعض الأحيان) لمواكبة تقلبات سعر الصرف مقابل الدولار الأمريكي وتكاليف البريد المتزايدة. كذلك كان استخدام الحروف أسهل وأسرع من إعادة طباعة طوابع جديدة بأرقام مختلفة كل فترة قصيرة، وكان يعلن عن قيمة كل حرف بالعملة المحلية (الكاربوفانيتس الأوكراني ثم الهريفنيا الأوكرانية) دوريا. مثلا قد يمثل الطابع الذي يحمل الحرف "А" قيمة معينة للرسائل المحلية العادية، بينما يمثل الطابع الذي يحمل الحرف "Б" قيمة أعلى للرسائل المسجلة أو المرسلة إلى وجهات أبعد.
استخدم هذا النظام بين عامي 1994 و1996 حتى استقر الوضع الاقتصادي وأدخلت العملة الوطنية الجديدة [الإنجليزية]، (الهريفنيا الأوكرانية) (₴)، في عام 1996. بعد ذلك، بدأت الطوابع تحمل قيمًا رقمية ثابتة بالهريفنيا والكوبيك (الوحدة الأصغر للهريفنيا). وأعيد استخدام هذه النظام لاحقا في الإصدارات اللاحقة.
لذلك، فإن الحروف الأوكرانية على طوابع لم تكن مجرد رموز عشوائية، بل كانت نظامًا عمليًا مؤقتًا لتحديد قيمة الطوابع في ظل الظروف الاقتصادية الصعبة التي مرت بها أوكرانيا في تلك الفترة.
طُبعت كل الطوابع في مؤسسة "دار الطباعة الأوكراني" المملوكة للدولة.

## قائمة الطوابع التذكارية
| التسلسل في الكتالوج                                              | الصورة | الوصف والمصادر | القيمة                 | تاريخ طرحها للتداول | كمية الإصدار                  | المصمم                         |
| ---------------------------------------------------------------- | ------ | --- | ---------------------- | ------------------- | ----------------------------- | ------------------------------ |
| رقم 1421                                                         |        | ذكرى 80 عامًا على ولادة «فاسيل سيمونينكو [الإنجليزية]. 1935—1963.» | 2,00 هريفنا            | 8 يناير 2015 م      | 141٬000                       | فاسيل فاسيلنكو                 |
| رقم 1422                                                         |        | «22 يناير — يوم وحدة أوكرانيا [الأوكرانية]» | 2,00 هريفنا            | 22 يناير 2015 م     | 164٬000                       | ناتاليا هوجا                   |
| رقم 1423                                                         |        | «ذكرى الأبطال المائة» | 2,00 هريفنا            | 20 فبراير 2015 م    | 197٬000                       | كوست لافرو                     |
| رقم 1424                                                         |        | «ميخايلو فيربيتسكي [الإنجليزية]. 1815—1870» | 2,00 هريفنا            | 4 مارس 2015 م       | 138٬000                       | سيرهي هوروبيتس                 |
| رقم 1425                                                         |        | «سفياتوسلاف ريختر [الإنجليزية]. 1915—1997» | 2,00 هريفنا            | 20 مارس 2015 م      | 137٬000                       | ناتاليا هوجا                   |
| رقم 1426                                                         |        | «الذكرى 150 لميلاد بوريس لوتسكي [الروسية]» | 2,00 هريفنا            | 10 أبريل 2015 م     | 143٬000                       | يفغين خاروك                    |
| رقم 1427                                                         |        | «ذكرى خالدة للأبطال! 1941—1945» | 2,00 هريفنا            | 8 مايو 2015 م       | 130٬000                       | الأخوان سيرجي وأوليكسندر خاروك |
| رقم 1428                                                         |        | سلسلة «تتار القرم هم السكان الأصليون لشبه جزيرة القرم — أوكرانيا»: مرقد أول خانات القرم (حاجي كراي [الإنجليزية]) | 3,00 هريفنا            | 14 مايو 2015 م      | 130٬000                       | ميكولا سافوفيتش كوتشوبي        |
| رقم 1429                                                         |        | سلسلة «تتار القرم هم السكان الأصليون لشبه جزيرة القرم — أوكرانيا»: «صانع الأدوات النحاسية» | 3,00 هريفنا            | 14 مايو 2015 م      | 130٬000                       | ميكولا سافوفيتش كوتشوبي        |
| رقم 1430                                                         |        | سلسلة «تتار القرم هم السكان الأصليون لشبه جزيرة القرم — أوكرانيا»: «محارب من تتار القرم» | 3,00 هريفنا            | 14 مايو 2015 م      | 130٬000                       | ميكولا سافوفيتش كوتشوبي        |
| رقم 1431                                                         |        | سلسلة «تتار القرم هم السكان الأصليون لشبه جزيرة القرم — أوكرانيا»: «رقصة قايدرمة [الإنجليزية]» | 3,00 هريفنا            | 14 مايو 2015 م      | 130٬000                       | ميكولا سافوفيتش كوتشوبي        |
| رقم 1432                                                         |        | «الألعاب الأوروبية الأولى (2015) في باكو» | 4,40 هريفنا            | 5 يونيو 2015 م      | 130٬000                       | فولوديمير جدانوف               |
| رقم 1433                                                         |        | إيليا ميتشنيكوف (1845—1916) | 4,80 هريفنا            | 21 يوليو 2015 م     | 130٬000                       | تاران فولوديمير فاسيليفيتش     |
| رقم 1434                                                         |        | «قطار كييف الجبلي المائل [الإنجليزية]. 1959» | 2,00 هريفنا            | 24 يوليو 2015 م     | 130٬000                       | فيكتور زينتشينكو               |
| رقم 1435                                                         |        | «ترام كييف [الإنجليزية] فئة КТВ-55-2. 1958» | 2,40 هريفنا            | 24 يوليو 2015 م     | 130٬000                       | فيكتور زينتشينكو               |
| رقم 1436                                                         |        | «أمير كييف فلاديمير الكبير» | 12,90 هريفنا           | 28 يوليو 2015 م     | 40٬000                        | الأخوان سيرجي وأوليكسندر خاروك |
| رقم 1437                                                         |        | «أندريه شيبتسكي [الإنجليزية]. 1865—1944» | 2,40 هريفنا            | 29 يوليو 2015 م     | 130٬000                       | سيرهي هوروبيتس                 |
| ورقة طوابع تذكارية رقم 134 رقم 1438 رقم 1439 رقم 1440 رقم 1441   |        | سلسلة «جمال وعظمة أوكرانيا». ورقة طوابع تذكارية «جمال وعظمة أوكرانيا. مقاطعة تشيرنيفتسي» - «كاتدرائية الصعود [الأوكرانية] (1900—1908) في قرية بيلا كرينيتسيا [الإنجليزية] (وتعني قرية البئر الأبيض)» - «كهف بوبليوشكا [الإنجليزية] (كهف سندريلا) في قرية بودفيرنه [الإنجليزية]» - «قلعة مالانكا [الإنجليزية] في مدينة تشيرنوفتسي» - «قلعة خوتين (للمدة بين القرنين الثالث عشر والتاسع عشر) في مدينة خوتين» | 2,40 3,00 6,00 гривень | 7 أغسطس 2015 م      | 30٬000                        | كالميكوف أوليكساندر فيدوروفيتش |
| رقم 1442                                                         |        | سلسلة «جمال وعظمة أوكرانيا». «جامعة تشيرنوفتسي الوطنية» | 2,40 هريفنا            | 7 أغسطس 2015 م      | 130٬000                       | كالميكوف أوليكساندر فيدوروفيتش |
| رقم 1443                                                         |        | «أوروبا. الألعاب القديمة» - «عربة» | 4,80 هريفنا            | 11 أغسطس 2015 م     | 130٬000                       | الأخوان سيرجي وأوليكسندر خاروك |
| رقم 1444                                                         |        | «أوروبا. الألعاب القديمة» - «الأرجوحة» | 5,40 هريفنا            | 11 أغسطس 2015 م     | 130٬000                       | الأخوان سيرجي وأوليكسندر خاروك |
| كتيب: رقم 1445, رقم 1446                                         |        | ورقة طوابع تذكارية: «أوروبا. الألعاب القديمة» - «عربة» - «أرجوحة» | 4,80 5,40 هريفنا       | 11 أغسطس 2015 م     | 13٬000 (Тираж буклету 12 000) | الأخوان سيرجي وأوليكسندر خاروك |
| رقم 1447                                                         |        | سلسلة «الحيوانات الأليفة»: «بقر أوكراني رمادي [الإنجليزية]» | 2,40 هريفنا            | 14 أغسطس 2015 م     | 130٬000                       | ناتاليا كوخال                  |
| رقم 1448                                                         |        | سلسلة «الحيوانات الأليفة»: «سلالة البقر الأوكرانية الحمراء [الإنجليزية]» | 2,40 هريفنا            | 14 أغسطس 2015 م     | 130٬000                       | ناتاليا كوخال                  |
| رقم 1449                                                         |        | سلسلة «الحيوانات الأليفة»: «سلالة البقر الأوكرانية باللونين الأبيض والأسود» | 2,40 هريفنا            | 14 أغسطس 2015 م     | 130٬000                       | ناتاليا كوخال                  |
| رقم 1450                                                         |        | سلسلة «الحيوانات الأليفة»: «سلاسلة بقر اللحم الجنوبية» | 2,40 هريفنا            | 14 أغسطس 2015 م     | 130٬000                       | ناتاليا كوخال                  |
| ورقة طوابع تذكارية رقم 136 (رقم 1451 رقم 1452 رقم 1453 رقم 1454) |        | ورقة طوابع تذكارية تضم 4 طوابع: «جمال وعظمة أوكرانيا. مقاطعة ترنوبل»: - «مدينة زاليشتشيكي» - «مدينة ترنوبل» - «مدينة بيريجاني» - «كنيسة صعود السيدة العذراء مريم (بوتشاتش) [الأوكرانية] في مدينة بوتشاتش» | 2,40 3,00 6,00 гривень | 18 أغسطس 2015 م     | 30٬000                        | كالميكوف أوليكساندر فيدوروفيتش |
| رقم 1455                                                         |        | «النصب التذكاري [الأوكرانية] لسولوميا كروشيلنيتسكا في مدينة ترنوبل» | 2,40 هريفنا            | 18 أغسطس 2015 م     | 130٬000                       | كالميكوف أوليكساندر فيدوروفيتش |
| رقم 1457                                                         |        | ورقة طوابع تذكارية تضم طابعا واحدا: «ذكرى 400 سنة على تأسيس الجامعة الوطنية (أكاديمية كييف موهيلا).» | 7,65 هريفنا            | 18 سبتمبر 2015 م    | 40٬000                        | ميكولا سافوفيتش كوتشوبي        |
| رقم 1458                                                         |        | ورقة طوابع تذكارية تضم طابعا واحدا: «ذكرى 775 سنة على تأسيس دير بوخاييف لافرا [الإنجليزية].» | 22,10 هريفنا           | 21 سبتمبر 2015 م    | 30٬000                        | الأخوان سيرجي وأوليكسندر خاروك |
| ورقة طوابع تذكارية رقم 139 (رقم 1459 رقم 1460 رقم 1461 رقم 1462) |        | ورقة طوابع تذكارية تضم 4 طوابع: «جمال وعظمة أوكرانيا. مقاطعة كييف»: - وعاء ثنائي العين (النصف الثاني من الألفية الخامسة قبل الميلاد) من قرية تريبيليا [الإنجليزية] - "حديقة كييف روس [الإنجليزية]، قرية كوباشيف [الأوكرانية]" - قالب:كنيسة الشفاعة (بارخوميفكا)، قرية بارخوميفكا [الإنجليزية] - لوحة كاتريانا فاسيلفنا بيلكور: "زهور خلف السياج"                                                           | 6,00 2,40 3,00 هريفنا  | 30 سبتمبر 2015 م    | 30٬000                        | كالميكوف أوليكساندر فيدوروفيتش |
| رقم 1463                                                         |        | «كاتدرائية الشفاعة (Q119892952) في مدينة بوريسبيل» | 2,40 هريفنا            | 30 سبتمبر 2015 م    | 130٬000                       | كالميكوف أوليكساندر فيدوروفيتش |
| رقم 1464                                                         |        | «شفاعة مريم البتول [الإنجليزية]» | 3,00 هريفنا            | 7 أكتوبر 2015 م     | 130٬000                       | تاران فولوديمير فاسيليفيتش     |
| رقم 1465                                                         |        | «300 سنة على تأسيس مصنع جعة لفيف [الأوكرانية]» | 2,40 هريفنا            | 8 أكتوبر 2015 م     | 150٬000                       | غير معروف                      |
| رقم 1466                                                         |        | «تحياتي من أوكرانيا. تبادل البطاقات (Q643420)» على ورق لاصق ذاتيًا | Є (=0,70$)             | 9 أكتوبر 2015 م     | 200٬000                       |                                |
| رقم 1467                                                         |        | «آنا موزيتشوك وماريا موزيجوك — أبطال العالم في الشطرنج» | 2,40 هريفنا            | 10 أكتوبر 2015 م    | 130٬000                       |                                |
| رقم 1468                                                         |        | «يوم المدافعين [الإنجليزية]» | 2,40 هريفنا            | 12 أكتوبر 2015 م    | 160٬000                       | تاران فولوديمير فاسيليفيتش     |
| رقم 1469                                                         |        | سلسلة «وسائل النقل الحضرية»: «حافلة لاز-695 [[::LAZ-695\|[العربية]]] إنتاج 1961» | 2,40 هريفنا            | 30 أكتوبر 2015 م    | 130٬000                       | فيكتور زينتشينكو               |
| رقم 1470                                                         |        | سلسلة «وسائل النقل الحضرية»: «"حافلة" ترولي باص كييف [الإنجليزية] من فئة كييف-4 [الروسية] إنتاج عام 1963» | 2,40 هريفنا            | 6 نوفمبر 2015 م     | 130٬000                       | فيكتور زينتشينكو               |
| ورقة طوابع تذكارية رقم 140 (رقم 1471 رقم 1472 رقم 1473)          |        | ورقة طوابع تذكارية من 3 طوابع: «عائلة أوستروزكي الأميرية [الإنجليزية]، بين القرنين الرابع عشر والسابع عشر.»: - «كونستانتي فاسيل أوستروزكي [الإنجليزية]. 1526—1608» - «إليزافيتا أوستروغسكا. 1539—1582» - «كونستانتي أوستروزكي [الإنجليزية]. 1460—1530» | 3,45 5,25 7,65 هريفنا  | 13 نوفمبر 2015 م    | 40٬000                        | تاران فولوديمير فاسيليفيتش     |
| رقم 1474                                                         |        | سلسلة «حديقة نيكولاي نيكولايفيتش هريشكو النباتية الوطنية [الإنجليزية] في الأكاديمية الوطنية للعلوم في أوكرانيا»: زهر الهرنج المستنقعي [الإنجليزية] (Epipactis palustris) | 2,40 هريفنا            | 19 نوفمبر 2015 م    | 130٬000                       | ناتاليا كوخال                  |
| رقم 1475                                                         |        | سلسلة «حديقة نيكولاي نيكولايفيتش هريشكو النباتية الوطنية [الإنجليزية] في الأكاديمية الوطنية للعلوم في أوكرانيا»: حاجبية دبورية تركية (Ophrys taurica) | 2,40 هريفنا            | 19 نوفمبر 2015 م    | 130٬000                       | ناتاليا كوخال                  |
| رقم 1476                                                         |        | سلسلة «حديقة نيكولاي نيكولايفيتش هريشكو النباتية الوطنية [الإنجليزية] في الأكاديمية الوطنية للعلوم في أوكرانيا»: خربق أحمر [الإنجليزية] (Cephalanthera rubra) | 2,40 هريفنا            | 19 نوفمبر 2015 م    | 130٬000                       | ناتاليا كوخال                  |
| رقم 1479                                                         |        | «عطلات سعيدة!» | 2,40 هريفنا            | 2 ديسمبر 2015 م     | 190٬000                       | إيفان كرافيتس                  |
| رقم П-17                                                         |        | «طوابع خاصة» — 10.12.2015 طابع بريدي شخصي رقم П-17 مع ملصقة — «بطلة العالم في الشطرنج (ماريا موزيجوك)» | V                      | 10 ديسمبر 2015 م    |                               | غير معروف                      |
| رقم 1480                                                         |        | «الكنائس الخشبية في منطقة الكاربات في بولندا وأوكرانيا. كنيسة القديسة باراسكيفي [الإنجليزية] (القرن السابع عشر) في قرية كوياتون [الإنجليزية]. كنيسة القديس جورج [الإنجليزية] (القرن الخامس عشر - السادس عشر) في مدينة دروغوبيتش» (إصدار مشترك بين أوكرانيا وبولندا) | 5,40 هريفنا            | 18 ديسمبر 2015 م    | 130٬000                       | أندريه غوسيك                   |
| رقم 1481                                                         |        | «هريهوري فيريفكا [الإنجليزية]. 1895—1964» | 2,40 هريفنا            | 25 ديسمبر 2015 م    | 130٬000                       | سيرهي هوروبيتس                 |

## قائمة الطوابع القياسية (الدائمة)
أصدر الطوابع التالية من الإصدار الثامن من الطوابع القياسية:
| التسلسل في الكتالوج | الصورة | الوصف والمصادر                   | القيمة | تاريخ طرحها للتداول | كيمة الإصدار | المصمم                     |
| ------------------- | ------ | -------------------------------- | ------ | ------------------- | ------------ | -------------------------- |
| رقم 1456            |        | «قرانيا أوروبية»                 | V      | 15 سبتمبر 2015 م    | كمية كبيرة   | تاران فولوديمير فاسيليفيتش |
| رقم 1477            |        | «مضاض أوروبي»                    | F      | 19 نوفمبر 2015 م    | كمية كبيرة   | تاران فولوديمير فاسيليفيتش |
| رقم 1478            |        | «مضاض أوروبي» على ورق لاصق ذاتيًا | F      | 24 نوفمبر 2015 م    | كمية كبيرة   | تاران فولوديمير فاسيليفيتش |

## روابط خارجية
- Каталог продукції Укрпошти نسخة محفوظة 12 травня 2015 على موقع واي باك مشين. (بالأوكرانية)
- Каталог продукції Укрпошти 2015 نسخة محفوظة 20 листопада 2016 على موقع واي باك مشين.
- Nestor Publishers | Ukraine : 2015 نسخة محفوظة 21 грудня 2017 at Archive.is (بالإنجليزية)
- Поштовий міні-маркет